# Ayşegül Sarıca
Ayşegül Sarıca (Moda, Kadıköy, Istanbul, 1935) és una pianista turca. Començà la seva carrera el 1971. El 2016 se li va atorgar el premi "Èxit per toda la Vida" en els 6ns Premis Donizetti.
Tot i haver fet nombrosos concerts i recitals, Ayşegül Sarıca mai no ha enregistrat cap disc.